# Ainaloa
Ainaloa és una concentració de població designada pel cens dels Estats Units a l'estat de Hawaii. Segons el cens del 2000 tenia 1.910 habitants.

## Demografia
Segons el cens del 2000, Ainaloa tenia 1.910 habitants, 632 habitatges, i 470 famílies La densitat de població era de 414,75 habitants per km².
Dels 632 habitatges en un 43,2% hi vivien nens de menys de 18 anys, en un 46,0% hi vivien parelles casades, en un 19,1% dones solteres, i en un 25,6% no eren unitats familiars. En el 18,5% dels habitatges hi vivien persones soles el 5,4% de les quals corresponia a persones de 65 anys o més que vivien soles. El nombre mitjà de persones vivint en cada habitatge era de 3,02 i el nombre mitjà de persones que vivien en cada família era de 3,39.
Per edats la població es repartia de la següent manera: un 35,1% tenia menys de 18 anys, un 8,9% entre 18 i 24, un 28,1% entre 25 i 44, un 21,0% de 45 a 64 i un 6,9% 65 anys o més.
L'edat mediana era de 29,5 anys. Per cada 100 dones hi havia 103,41 homes. Per cada 100 dones de 18 o més anys hi havia 95,43 homes.
La renda mediana per habitatge era de 25.698 $ i la renda mediana per família de 37.647 $. Els homes tenien una renda mediana de 26.855 $ mentre que les dones 26.518 $. La renda per capita de la població era d'11.109 $. Aproximadament el 27,2% de les famílies i el 36,6% de la població estaven per davall del llindar de pobresa.

## Poblacions més properes
El següent diagrama mostra les poblacions més properes.